# Massa Castello
Massa Castello (o Massa-Castello) è una frazione del comune di Ravenna situata in prossimità del confine con la Provincia di Forlì. Originariamente denominata Massa Forese essa dista circa 18 km dal capoluogo di provincia. Il centro abitato ha una popolazione di 159 persone, mentre nell'intero territorio della frazione vivono 332 abitanti.

## Descrizione
Tutte le case della piccola cittadina si trovano disposte lungo la via di Massa e la via Chiesa e, proprio all'incrocio di queste due strade, sorge anche la Chiesa di Sant'Andrea Apostolo, che ha alle spalle il cimitero.
Originariamente il paese si chiamava Massa Forese, poi la frazione è stata unita con la frazione di Castellaccio e rinominata Massa Castello; il nome di Castellaccio deriva dal palazzo attualmente conosciuto come Palazzo Masini. Oltre alla Chiesa Parrocchiale di Sant'Andrea Apostolo, nella frazione sorge un'altra chiesetta, quella di Castello, rifatta completamente durante gli anni sessanta e situata proprio lungo la via Castello.
Inoltre, durante gli scavi per la realizzazione del Canale Emiliano Romagnolo (anni cinquanta del Novecento), nelle vicinanze di Massa-Castello sono venuti alla luce alcuni resti di un'antica villa romana.